# لته

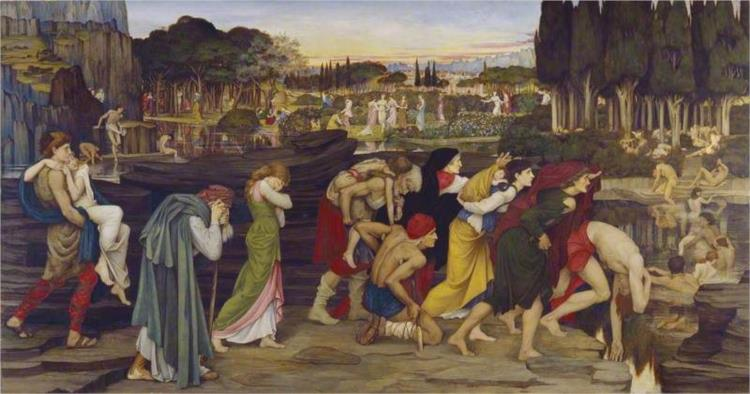
رود لته در کنار الیزیوم

لته (به یونانی: λήθη;) در اسطوره‌های یونان، رود فراموشی است. در هادس جاری بود. مردگانی که به هادس می‌رفتند از آب آن می‌خوردند و زندگی گذشته خود را فراموش می‌کردند.